# Віндзор і Мейденгед

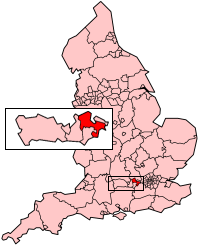
Унітарна одиниця на мапі Англії

51°28′00″ пн. ш. 0°40′00″ зх. д. / 51.466666666667° пн. ш. 0.66666666666667° зх. д.
Ві́ндзор і Мейденхе́д (англ. Windsor and Maidenhead) — унітарна одиниця Англії на сході церемоніального графства Беркшир. Головне та найбільше місто унітарної одиниці — Мейденгед (населення — 58 тис. чол.).

## Історія
Утворена 1 квітня 1998 року шляхом перетворення району Віндзор і Мейденгед неметропольного графства Беркшир в унітарну одиницю.

## Географія
Унітарна одиниця займає площу 197 км² і межує на південному сході з церемоніальним графством Суррей, на південному заході з унітарною одиницею Брекнел Форест, на заході з унітарною одиницею Вокінгем, на півночі з церемоніальним графством Бакінгемшир та унітарною одиницею Слау.

## Спорт
У місті Мейденгед базується футбольний клуб «Мейденгед Юнайтед», заснований 1870 року, який в сезоні 2012-13 виступає у Південній Конференції. «Мейденгед Юнайтед» приймає суперників на стадіоні Йорк Роуд (4 тис. глядачів).

## Міста-побратими
Віндзор і Мейденгед має такі міста-побратими:
- Нейї-сюр-Сен, Франція
- Сен-Клу, Франція
- Бад-Годесберг, Німеччина
- Гослар, Німеччина
- Фраскаті, Італія
- Кортрейк, Бельгія